# Dzhungarocosa
Dzhungarocosa Fomichev & Marusik, 2017 è un genere di ragni appartenente alla famiglia Lycosidae.

## Distribuzione
Le tre specie sono state rinvenute in Kazakistan, nella Regione di Almaty.

## Tassonomia
Le caratteristiche di questo genere sono state descritte a seguito dell'analisi di esemplari di D. omelkoi Fomichev & Marusik, 2017.
Non sono stati esaminati esemplari di questo genere dal 2017.
Attualmente, a dicembre 2021, si compone di 3 specie:
- Dzhungarocosa ballarini Fomichev & Marusik, 2017 — Kazakistan
- Dzhungarocosa omelkoi Fomichev & Marusik, 2017[3] — Kazakistan
- Dzhungarocosa zhishengi Fomichev & Marusik, 2017 — Kazakistan